# Álex Quiñónez
Álex Leonardo Quiñónez Martínez, född 11 augusti 1989 i Esmeraldas i provinsen Esmeraldas, död 22 oktober 2021 i Guayaquil, var en ecuadoriansk kortdistanslöpare.
Vid Världsmästerskapen i friidrott 2019 tog Quiñónez brons på 200 meter.
Den 22 oktober 2021 sköts Quiñónez ihjäl i Guayaquil i hemlandet.